# Fred Lane
Frederick Claude Vivian Lane, detto Fred (Millers Point, 2 febbraio 1880 – Avalon Beach, 14 maggio 1969), è stato un nuotatore australiano.
Partecipò solo a due gare di nuoto della II Olimpiade di Parigi del 1900, in ciascuna delle quali vinse una medaglia d'oro; la prima medaglia d'oro, arrivò nei 200 metri stile libero, con un tempo di 2'25"2, battendo l'ungherese Zoltán Halmay, dopo aver vinto con il miglior tempo anche la rispettiva semifinale, nuotando in 2'59"0.
Lane vinse la sua seconda medaglia d'oro solo 45 minuti dopo l'aver vinto la prima, nei 200 metri ostacoli; quest'ultima gara consisteva nell'arrampicarsi su una pertica, superare una fila di barche e poi ritornare nuotando sotto le barche. Fu disputata solo in quell'edizione dei Giochi olimpici e mai più ripetuta nel programma olimpico. Vinse la sua semifinale in 3'04"0, abbassando il suo tempo a 2'38"4 nella finale, precedendo l'austriaco Otto Wahle.
Lane, che vinse diversi titoli nazionali in Australia, Nuova Zelanda e in Gran Bretagna, fu il primo nuotatore a completare la gara delle 100 iarde (91 metri) in meno di un minuto, fermando il cronometro a 59"6 nel 1902.